# Stadion Miejski im. Romana Szuchewycza w Tarnopolu
Stadion miejski w Tarnopolu im. Romana Szuchewycza (ukr. Комунальне підприємство «Тернопільський міський стадіон імені Романа Шухевича») – wielofunkcyjny stadion w Tarnopolu na Ukrainie. Domowa arena klubu Nywa Tarnopol, był domową areną klubu FK Tarnopol.
Stadion w Tarnopolu został zbudowany na początku XX wieku. W 1909 rozegrano na nim pierwszy mecz piłkarski. W czasach II RP obiekt był domowym stadionem klubu piłkarskiego Kresy Tarnopol. Do 1984 nazywał się „Stadion koło parku” i mieścił 18 500 widzów. Po rekonstrukcji w 2000 stadion dostosowano do wymóg standardów UEFA i FIFA, wymieniono część starych siedzeń na siedzenia z tworzywa sztucznego (3 500 miejsc). Rekonstruowany stadion mógł pomieścić 16 450 widzów, ale ze względu na sytuację awaryjną trybuny północnej ograniczono do 12 750 miejsc.
26 listopada 2009 arena została włączoną w państwowy program przygotowania do Euro 2012. Istniał także zamiar, by miasto wraz ze stadionem zostały bazą jednej z reprezentacji na Euro 2012.
W maju 2012 odbyło się otwarcie stadionu po przeprowadzonej rekonstrukcji.
W marcu 2021 roku rada miejska w Tarnopolu zdecydowała o patronie stadionu, którym został dowódca UPA Roman Szuchewycz, współodpowiedzialny za przeprowadzenie ludobójstwa na ludności polskiej i żydowskiej na Wołyniu oraz w województwach lwowskim, tarnopolskim i stanisławowskim, co spotkało się z powszechną krytyką i protestami w Polsce i Izraelu oraz doprowadziło do zerwania przez kilka polskich miast umów partnerskich z Tarnopolem.
Ekspert ds. bezpieczeństwa i historyk, dr. hab. Andrzej Zapałowski tak komentował decyzję władz Tarnopola:

„Nadawanie imienia miejscu publicznemu osoby, która jest kojarzona nie tylko z nacjonalizmem ukraińskim, ludobójstwem, ale przede wszystkim z postawą osobistą i organizacją, która działała na rzecz hitlerowskich Niemiec, jest dla mnie szokujące. Tym bardziej że nadaje się imię ludobójcy obiektowi, który ma służyć przede wszystkim krzewieniu kultury fizycznej, sportowi (...). Przypomnę, że środowiska, z których wywodziła się UPA, czyli organizacja ukraińskich nacjonalistów (od 1941 roku większość policji ukraińskiej w służbie niemieckiej, to były dziesiątki tysięcy ludzi) brała udział w latach 1941–1942 w mordowaniu Żydów. Szacuje się, że kilkaset tysięcy Żydów na Ukrainie przy współudziale tych ludzi zostało zamordowanych. W latach 1943–1944 mordowali Polaków. Jeżeli są osoby, które jednoznacznie kojarzą się z promocją ukraińskiego nazizmu i nadaje się ich imiona obiektom użyteczności publicznej, to jak to brzmi. Jest to stadion, więc gdyby były rozgrywki międzynarodowe, jak polska drużyna mogłaby wystąpić na tego typu stadionie? To tak, jakby w Niemczech był stadion im. Adolfa Hitlera czy innych osób, które są związane z ludobójstwem niemieckim na Polakach. Jest to dla mnie rzecz niesamowita”.